# Trávní dvůr (přírodní památka)
Trávní dvůr je přírodní památka v okrese Znojmo v Česku. Předmětem ochrany jsou lužní lesy a další biotopy říční nivy, které zahrnují trvalé i periodické vodní toky a nádrže, vlhké louky a nížinné pastviny, podmáčené i terestrické rákosiny, porosty vysokých ostřic a další. Má rozlohu 339,52 ha. Přírodní památka byla vyhlášena 22. prosince 2014. Leží v nadmořské výšce 172 až 183 m n. m.